# Ajn al-Dżamus
Ajn al-Dżamus (arab. عين الجاموس) – wieś w Syrii, w muhafazie Aleppo, w dystrykcie Manbidż. W 2004 roku liczyła 163 mieszkańców.